# Protonarthron dubium
Protonarthron dubium är en skalbaggsart som beskrevs av Hintz 1911. Protonarthron dubium ingår i släktet Protonarthron och familjen långhorningar. Inga underarter finns listade i Catalogue of Life.